# Stanisław Powroźnicki
Stanisław Powroźnicki (ur. 17 marca 1881) – pułkownik piechoty Wojska Polskiego.

## Życiorys
Urodził się 17 marca 1881. W piechocie C. K. Armii został mianowany kadetem z dniem 1 września 1902, następnie awansowany na porucznika z dniem 1 maja 1904, na nadporucznika z dniem 1 maja 1910. Przez lata był żołnierzem 3 Morawskiego pułku piechoty w Brünn (służył tam wtedy także por. Aleksander Powroźnicki do około 1910), od około 1904 pułk stacjonował w Mostarze, od około 1906 w Teschen, a od około 1912 służył w przy batalionie detaszowanym w Doboj. Podczas I wojny światowej został awansowany na stopień kapitana z dniem 1 listopada 1915. Do 1918 pozostawał oficerem batalionu detaszowanego w składzie macierzystego pułku piechoty nr 3.
Po odzyskaniu przez Polskę niepodległości został przyjęty do Wojska Polskiego jako były oficer C. K. Armii został przyjęty do Wojska Polskiego i zatwierdzony w stopniu kapitana. W stopniu podpułkownika od 30 września do 18 października 1920 był dowódcą 52 pułku piechoty. Został awansowany na stopień pułkownika piechoty ze starszeństwem z dniem 1 czerwca 1919. Od 1923 do 1924 był dowódcą 52 pułku piechoty w Złoczowie. Od 10 października 1924 do 8 czerwca 1925 był dowódcą Brygady KOP „Wołyń”. Później został przeniesiony w stan spoczynku. Według stanu z 1928 zamieszkiwał w Katerburgu. W 1934 jako oficer w stanie spoczynku był przydzielony do Oficerskiej Kadry Okręgowej nr II jako oficer przewidziany do użycia w czasie wojny i pozostawał wówczas w ewidencji Powiatowej Komendy Uzupełnień Krzemieniec.

## Odznaczenia
- Krzyż Walecznych – dwukrotnie (przed 1923)[24][25]
- Krzyż Komandorski Orderu Korony Włoch (przed 1928)[1]

austro-węgierskie
- Order Korony Żelaznej 3 klasy z dekoracją wojenną i z mieczami (1917)[26][19]
- Krzyż Zasługi Wojskowej 3 klasy z dekoracją wojenną (przed 1917)[18] z mieczami oraz dwukrotnie (1918)[27][19]
- Srebrny Medal Zasługi Wojskowej na wstążce Krzyża Zasługi Wojskowej z mieczami (przed 1918)[19]
- Brązowy Medal Zasługi Wojskowej na wstążce Krzyża Zasługi Wojskowej (przed 1916)[17] z mieczami (przed 1918)[19]
- Krzyż Jubileuszowy Wojskowy (około 1908)[12]
- Krzyż Pamiątkowy Mobilizacji 1912–1913 (około 1913)[15]